# Slovenska biskupska konferencija
Slovenska biskupska konferencija (slov. Slovenska škofovska konferenca, lat. Conferentia episcoporum Sloveniae) krovna je ustanova Katoličke Crkve u Sloveniji kao biskupska konferencija unutar granica Republike Slovenije. Ustanovljena je 19. veljače 1993., izdvajanjem iz Biskupske konferencije Jugoslavije.
Slovenski biskupi su na zasjedanju 25. lipnja 1992. pripravili Statut buduće samostalne konferencije, koji je papa Ivan Pavao II. na temelju pozitivna mišljenja Kongregacije za biskupe potvrdio 19. veljače 1993. Ista Kongregacija je idućega dana izdala dekret o osnutku Konferencije.
Papa Benedikt XVI. preustrojio je Katoličku Crkvu u Sloveniji ustanovom triju novih biskupija 7. travnja 2006. (Celjske, Murskosobotske i Novomestske) i uzdignućem Mariborske biskupije na razine nadbiskupije i metropolije.

## Članstvo
Predsjednici
- Alojzij Šuštar (1993. – 1997.)
- Franc Rode (1997. – 2004.)
- Franc Kramberger (7. prosinca 2004. – 16. ožujka 2007.)
- Alojz Uran (16. ožujka 2007. – 28. studenoga 2009.)
- Anton Stres (11. siječnja 2010. – 31. lipnja 2013.)
- Andrej Glavan (31. lipnja 2013. – 13. ožujka 2017.)
- Stanislav Zore (13. ožujka 2017. – 14. ožujka 2022.)
- Andrej Saje (14. ožujka 2022. –)

Generalni tajnici
- Anton Štrukelj (1993. – 2002.)
- Andrej Saje (2003. – 2013.)
- fra Tadej Strehovec (2013. – 2022.)
- Marija Šimenc (17. travnja 2023. –)

## Ustanove
Vijeća
- Vijeće Pravda i mir
- Vijeće za doktrinalna pitanja
- Vijeće za ekumenizem i međureligijski dijalog
- Vijeće za evangelizacijo (pridružena Slovenskomu katehetskom uredu)
- Slovensko liturgijsko vijeće
- Vijeće za odnose s državom
- Vijeće za školstvo
- Vijeće za arhive i sakralnu kulturnu baštinu
- Savjet za crkvene arhive

Uredi
- Slovenski katehetski ured (SKU)
- Ured za obitelj
- Misijsko središte Slovenije (MSS)
- Ured za mlade
- Ured za pastoral zvanja i duhovna zvanja

Koordinacije
- Koordinacija za Slovence u inozemstvu i svijetu
- Koordinacija katoličkih medija
- Koordinacija voditelja dobrotvornih ustanova
- Koordinacija voditelja kategoričkog pastorala
- Koordinacija voditelja katoličkih duhovnih pokreta
- Koordinacija pročelnika biskupijskih gospodarskih uprava
- Koordinacija voditelja biskupijskog pastorala
- Koordinacija čelnika vikarijata

Ostale službe i ustanove
- Katolička mladež, Zavod za odgoj, vjersko, kulturno i prosvjetno djelovanje mladih
- Institut za biblijski pokret
- Zajednica slovenskih katehistica i kateheta (SSKK)
- Rafaelova družba
- Servis za informatiku
- Tiskovni ured SBK-a

## Vanjske poveznice
|  | Zajednički poslužitelj ima još gradiva o temi Slovenska biskupska konferencija |

- Službene stranice